# 上连斯克市镇
上连斯克市镇（俄语：Верхоленское муниципальное образование）是俄罗斯联邦伊尔库茨克州卡丘格区所属的一个市镇。其下辖有12个居民点，行政中心为上连斯克。据2016年统计，该市镇的人口为819人。